# Chiesa di San Martino Vescovo (San Martino Carano)
La chiesa di San Martino Vescovo è la parrocchiale di San Martino Carano, frazione di Mirandola, in provincia di Modena. Appartiene alla zona pastorale 6 della diocesi di Carpi.

## Storia
La chiesa di San Martino Carano è documentata fin dall'anno 1192, parte dell'abbazia benedettina di Marola (Carpineti) nell'Appennino reggiano. Situata in posizione diametralmente opposta rispetto alla chiesa di San Michele Arcangelo di Cividale, la dedicazione al santo di Tours testimonia l'avversione storica della popolazione cattolica che contrastava l'eresia ariana e il culto micaelico propri dei Longobardi.
Su commissione di Ippolita d'Este, l'edificio religioso venne ricostruito nelle attuali forme nel 1599, per poi essere completato nel 1619, anno in cui la chiesa venne elevata a parrocchia e staccata dalla prevostura della Mirandola. Nel 1821 la parrocchia, già appartenente alla diocesi di Reggio Emilia, passò alla diocesi di Carpi.
In passato, in ricordo dell'antica caccia alle streghe nella Signoria della Mirandola, vi era la tradizione che «allo scoccare della mezzanotte, nella notte dell'Epifania, il parroco di San Martino Carano, località che dista un chilometro dalla città in confine colla "Madonna della via di Mezzo", si portava al crocevia in piviale violaceo, munito di aspersorio e di acqua santa, per fugare le streghe dai confini della villa».
Nel 1920 il pittore modenese Nino Salvarni affrescò la parete dell'arco di trionfo con l'immagine di San Martino a cavallo e il povero, con lo sfondo della città di Tours. Negli anni 1930 vennero alterate le cappelle laterali (che in origine contenevano ognuna una nicchia centrale per costudire le statue dei santi in cartapesta colorata), per realizzare le cappelle della Madonna di Lourdes e dei Caduti di Guerra.
L'edificio presenta una navata unica con decorazioni baroccheggianti; a fianco è presente un campanile. Tutto il complesso è stato reso inagibile dal terremoto del maggio 2012. Dall'inizio del 2013 la parrocchia è affidata ai Missionari servi dei poveri, che in precedenza gestivano la chiesa di San Francesco di Mirandola, andata completamente distrutta dal sisma. Il 2 aprile 2017 papa Francesco, durante la visita pastorale della diocesi di Carpi, ha donato alla chiesa di San Martino Carano la prima pietra benedetta per la costruzione di una nuova sala polivalente a fianco della chiesa.